# Chérie (Sängerin)

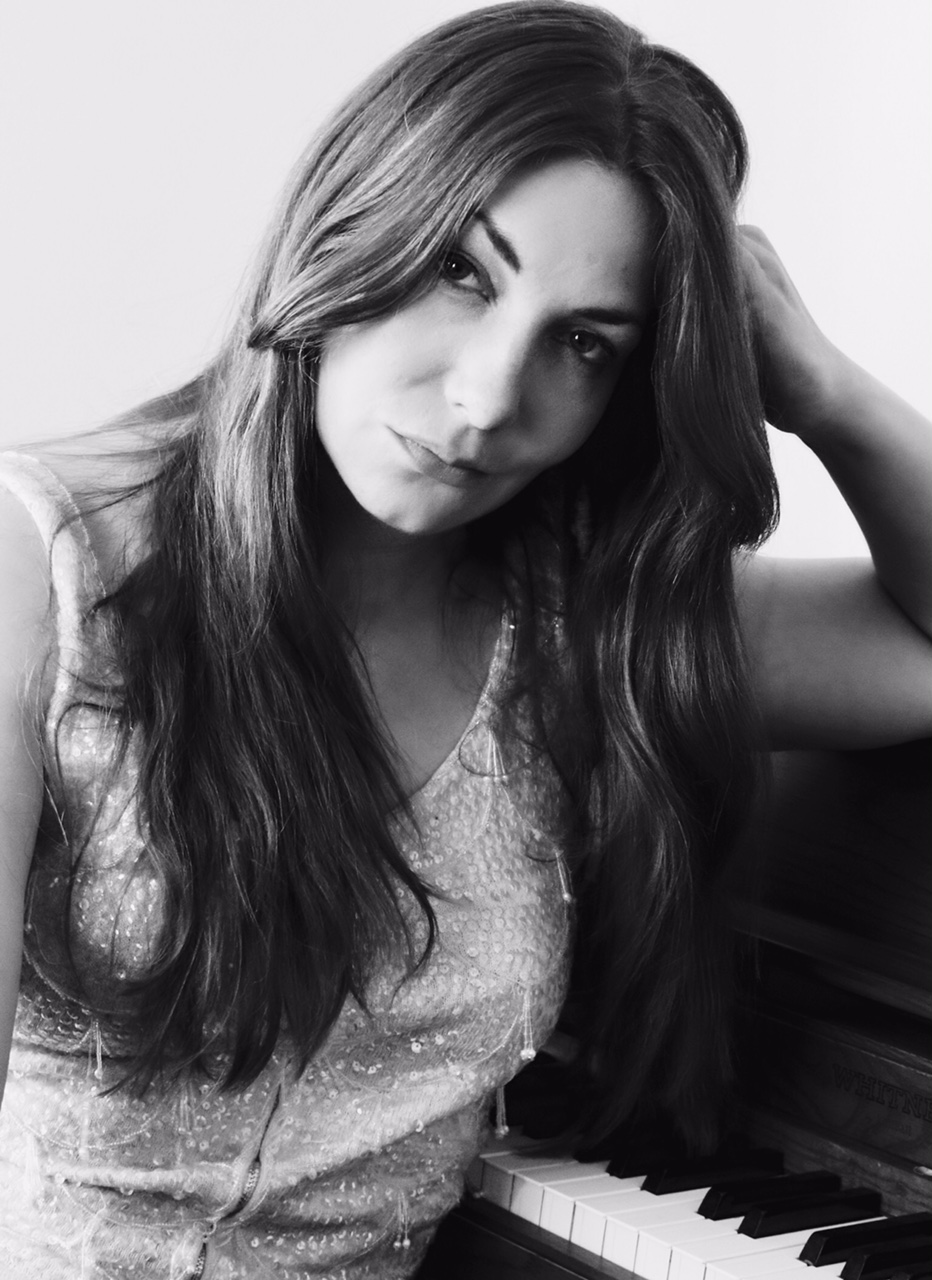
Chérie (2019)

Chérie (* 1979 als Patricia Peters) ist Sängerin/Komponistin und bildende Künstlerin. Ihr Hauptprojekt ist die Elektro-Punkband Warren Suicide. Sie ist Mitgründerin und Mitglied als Sängerin im Orchester The String Theory.

## Leben
1979 geboren, wuchs Chérie im Norden Luxemburgs auf, wo sie im Orchester „Harmonie Union Trois-Vierges“ mitwirkte. 1994 arbeitete sie ein Jahr bei dem Fotografen Hendrik Ewert, bevor sie 1995–2000 die Kunstschule Lycée Technique des Arts et Métiers in Luxemburg Stadt im Fachbereich Bildende Kunst und Gestaltung besuchte. 1997–1999 arbeitete sie im Sommer als Regieassistentin und Bühnenbildnerin bei Filmdrehs, im Malatelier der Psychiatrischen Klinik in Ettelbrück und im Kunstatelier für Menschen mit besonderen Fähigkeiten der „Coopérations“ in Wiltz.
Sängerin der luxemburgischen Band „Low Density Corporation“.
Im Sommer 2000 zog sie nach Berlin um, wo sie zunächst als freischaffende Künstlerin in den Bereichen Fotografie, Malerei und Grafik-Design arbeitete. 2001 produzierte sie ein Solo-Album auf Französisch, das unveröffentlicht blieb.
Als Sängerin und Texterin veröffentlichte sie 2002–2003 Songs unter den Projektnamen „Zero Noel“ und „Bob Harz“ und steuerte Songs für die Filme Klaustrophobie und Liegen lernen bei. Sie produzierte Live Visuals und Videoinstallationen für verschiedene Tanzaufführungen, u. a Stücke von Hans-Werner Klohe in den Sophiensälen und im Dock 11, Berlin in den Jahren 2003 und 2004.
2002 gründete Chérie gemeinsam mit ihrem Lebenspartner, Musiker/Komponist/Produzent PC Nackt die Elektro‐Punk‐Band Warren Suicide sowie das „Chez Chérie“, ein in Berlin/Neukölln ansässiges Studioloft für Musik und Kunst.
Durch die Kombination von weltweiten Konzerten/Projekten der Band und einem Atelier/Studio für Musiker, Maler, Filmemacher etc. mitten in Berlin, entstand ein internationales Netzwerk mit dem „Chez Chérie“ als zentralem Ort der Begegnung und des Experimentierens. Weit über 100 Alben wurden hier aufgenommen – neben vielen Moses-Schneider-Arbeiten (z. B. Tocotronic, Beatsteaks, Dendemann), auch die von PC Nackt produzierten (z. B. Apparat, Hans Unstern und Dieter Meier,).
Hauptprojekt des Studio-Kollektivs um PC Nackt ist die 2007 ins Leben gerufene Initiative Berlin String Theory, an die sich 2010 die Göteborg String Theory anschloss ‐ ein Orchester-Projekt mit einer Vielzahl von Mitwirkenden aus Deutschland sowie schwedischen Musikern und Künstlern.
So tourte Chérie als Sängerin gemeinsam mit José Gonzales und der String Theory durch ausverkaufte Konzertsäle Europas.
Chérie produzierte Live Visuals, u. a. für die Band Juli in 2007 („November“), und von 2008 bis 2013 für verschiedene String-Theory-Projekte (Neujahrskonzert Volksbühne, Koncerthuset Göteborg, Aachen String Theory, Signal X, Workshop Energeticon Alsdorf), sowie Visuals und Bühnenbild für Jugend-Theater, u. a. „Der Nussknacker“ im Jahr 2010, Regie: Mario Eick.
Ab 2004 bis 2012 hatte Chérie Ausstellungen mit Malereien und Skulpturen im Street‐Art Context, davon viele Sammelausstellungen in Berlin.
Auszug: Galerie Rothamel, Party Arty Gallery, Galerie Tristesse, Stattbad Wedding, Galerie Vorspiel, Galerie Neurotitan, Schau Fenster, HBC und KunstHaus Bethanien.
2009 war Chérie Mitgründerin des Vereins „Chez Chérie e.V.“ mit dem sie u. a. 2016 mit Unterstützung des Musicboard Berlin ein Hommage-Konzert zum zwanzigjährigen Todestag des „Ton Steine Scherben“-Sänger Rio Reiser im Heimathafen Neukölln organisierte.
2016 gründete sie ein Chor-Projekt.

## Diskographie
Als Sängerin, Texterin und Komponistin mit Warren Suicide 2002–2015 (Auszug):
- 2014–2015 „Hair“ Theater Bremen Oper für die Bremer Philharmoniker, Opern‐und Bürgerchor und Warren Suicide am Theater am Goetheplatz, Bremen, Regie: Robert Lehniger
- Filmmusik zu „Fonotune“, Regie: Fabian Huebner
- EP: „World Warren Remixes“ (Shitkatapult)
- Album: „World Warren III“ (Shitkatapult)
- „Land of the Free“ im Original Soundtrack zu „Wir sind die Nacht“

Regie: Dennis Gansel
- EP: „What did you do?!“ (Shitkatapult)
- Album: „Requiem for a missing link“ (Shitkatapult)
- Album: “The Hello” (UK: Fume Recordings)
- CD/DVD release: mini‐album “Warren Suicide” (UK: Fume Recordings)
- EP: “Listen to National Radio Stations”
- EP: “1” (1st Decade)

Remixes für (Auszug):
- Placebo, Infadels, T.A.T.U., Gods of Blitz, Dune, Igo u. a. Chérie produzierte Animations‐Videos für die Remixes von Placebo, Gods of Blitz und Igo.

Warren Suicide Features (Auszug):
- 2009 „Loosin it“ Yaneq feat. Warren Suicide
- 2009 „Don´t let me fade away“ Kill the Dandies feat. Cherie
- 2008 „Untilted“ T.Raumschmiere feat. Warren Suicide

### Als Sängerin und Texterin
- 2019 „Good Vibes“ auf dem für den Grammy nominierten und mit dem Independent Music Awards ausgezeichneten Album Sekou Andrews & The String Theory (California Music)
- 2017 „Blue Saw“ von Silent Strike feat. Chérie (Motormusic)
- 2015 „Leads me outside“ von Perdurabo feat. Chérie (Bad Panda Records)
- 2003 „Coffee Baby“ Soundtrack „Liegen Lernen“, Regie: Hendrik Handloegten (Virgin)
- 2002 „À la recherche“ Soundtrack „Klaustrophobie“, Regie: Carlos Dessbesell-Schüler
- 2001–2002 „Toi et moi“, „Mes yeux fermés“ als Zero Noel, „What we are“, „Somebody loves me“ als Bob Harz (Sony BMG).

### Als Sängerin
- 2020 „Hollywood Calling“ Single von The String Theory feat.Addie Hamilton (Project C / Division of Clouds Hill)
- 2020 „Moon in Heaven“ und „Happy to be alive“ im Soundtrack von „Yesterway“ von Ralf Schmerberg
- 2019 „Music Movement“ und „Love says“ auf dem Grammy-nominierten und mit dem Independent Music Awards ausgezeichneten Album Sekou Andrews & The String Theory (California Music)
- 2019 Live Album José González & The String Theory (Mute/Imperial Recordings)
- 2017, 2018 und 2019 Live‐Tour mit José González & The String Theory.
- 2014 „Nightporter“ auf dem Album „Out of Chaos“ von Dieter Meier (Staatsakt).
- 2011 Live‐Tour mit José González & The String Theory.
- 2011 „Sweet Unrest“ auf dem Album „The Devil ́s Walk“ von Apparat (Mute).
- 2009 Theatermusik „Don Carlos“ von Schiller, am Staatstheater Karlsruhe, Regie: Florian v Hermann.
- 2008 „hope love hope“, „name me dog“ und „je n ́ai pas disparu“ auf dem Album „unsigned“ von Lump200.
- 2008 „Ohne Dich“, „Körperkontakt“ und „Unik“ auf dem Album „Sandkorn“ von Cris Cosmo (Mfdb).
- 2008 „Rendez‐Vous“ auf dem Album „La Vie en Disco“ von Mini Moustache (Monohausen).
- 2007 „Uhuu“ von BDM-Band Deutscher Mädels.
- 2006 Ballettmusik “Pseudocouples” von PC Nackt am Prinzregenten Theater, München ‐ Choreographie: Katja Wachter.
- 2006 „Soulmap“ als Melasse (EP, Highscore Publishing).
- 2000 Ballettmusik “Steine sind Steine” in Kopenhagen.
- 1999 „disconnected“, „it all comes down“ auf dem Album „L.D.C“ von „Low Density Corporation feat. Galliver“.